# Elias Zoghbi
Elias Zoghbi (Il Cairo, 9 gennaio 1912 – 16 gennaio 2008) è stato un arcivescovo cattolico e scrittore egiziano.

## Biografia
Nato al Cairo nel 1912 da genitori libanesi, entrò in seminario nel 1928 e venne ordinato sacerdote il 20 luglio del 1936.
Elevato ad archimandrita nel 1951 per l'arcieparchia di Alessandria; in questo periodo rischiò l'arresto per avere impedito una condanna a morte di un uomo da parte della sharia.
Nominato arcivescovo titolare di Nubia e protosincello dell'Egitto e del Sudan il 27 agosto 1954, fu consacrato il 21 novembre successivo dal patriarca Maximos IV. Come capo della Chiesa melchita in Egitto, mons. Zoghby era un sostenitore dei diritti dei cristiani, e si oppose alle limitazioni poste dal regime di Nasser. Per questo fu imprigionato il 20 dicembre 1954 ma venne rilasciato poco dopo.
Partecipò come padre conciliare a tutte e quattro le sessioni del Concilio Vaticano II. Promosse varie iniziative ecumeniche con la chiesa greco-ortodossa, che culminarono con una visita di cortesia nel 1974.
Il 9 settembre 1968 fu promosso arcivescovo alla sede di Baalbek, carica che lasciò per raggiunti limiti di età il 24 ottobre 1988.
Morì il 16 gennaio 2008.

## Pubblicazioni
- We Are All Schismatics (Tous Schismatiques?). ISBN 978-1-56125-019-6
- A Voice from the Byzantine East. ISBN 978-1-56125-018-9
- Ecumenical Reflections. ISBN 978-1-892278-06-7, 1998
- St. Mathiew, lu par un Eveque d'Orient
- Le Credo de l'Amour, antologia poetica
- Pour vivre notre foi, antologia poetica
- Memoires. Un Eveque peu commode, dit-on, riflessioni autobiografiche
- Une Experience de Vie en Christ
- Quand la Tendresse divine se fait Mere
- Orthodox Uni, oui! Uniate, non!, in Eastern Churches Journal, (1995)

## Genealogia episcopale e successione apostolica
La genealogia episcopale è:
- Vescovo Néophytos Nasri
- Vescovo Euthyme Fadel (Maalouly)
- Patriarca Kyrillos VII Siage
- Patriarca Athanasios V Matar
- Patriarca Maximos III Mazloum
- Patriarca Clemes I Bahous
- Patriarca Gregorios II Youssef-Sayour
- Patriarca Kyrillos VIII Geha
- Patriarca Dimitrios I Cadi
- Cardinale Maximos IV Saigh
- Arcivescovo Elias Zoghbi

La successione apostolica è:
- Vescovo Elias Coueter